# Entzbruder Dezső
Entzbruder Dezső (Sárvár, 1894. június 30. – Tücsökmajor körüli szántóföld, 1919. augusztus 22.) tanító, pártmunkás. Az első világháborút megelőzően Sárváron tanított, a világégés idején orosz hadifogságba került és belépett az OK(b)P-be. 1918-ban visszatért Magyarországra, az őszirózsás forradalom alatt kulcsszerepet vitt Sopronban, a kommün idején a térség katonai diktátora volt, és több ellenforradalmat is véresen vert le, ezért is nevezték „alpokalji Szamuelynek".

## Élete

### A kezdetek
Apja, Entzbruder János tanítóként működött Sárváron, édesanyja Visy Vilma. 1894-ben született meg fiuk, Dezső, aki apja nyomdokaiba akart lépni, tanítónak készült, így először Sárváron, később Szentgotthárdon tanult, s Pápán szerezte meg tanítói oklevelét. Az első világháború előtt, 1913-ban tért vissza Sárvárra, ahol a főhercegi katolikus iskolában vállalt munkát, mint tanár. Az első világháború kitörése után katonának állt be a 18-as honvédekhez Kőszegen. Később Sopronba vitték, majd az orosz frontra került, ahol 1916-ban hadifogságba esett. Hadifogolyként számos hadifogolytáborban járt, 1917-ben belépett az OK(b)P-be, majd elvégezte az agitátorképzőt. 1918 nyarán tért haza, és Sopronban főhadnaggyá nevezték ki.

### Az őszirózsás forradalomtól akommünbukásáig
Az őszirózsás forradalmat követően a Soproni Nemzeti Tanácsnak és a Katonatanácsnak is tagja lett. Az 1918. november 24-én megalakult KMP-nek egyik legfőbb vezetője lett Sopronban. 1918 decemberében szervezte a helyi kommunista mozgalmat, Magyarországi Tanácsköztársaság kikiáltása után, március 22-én a soproni direktórium tagja lett, március 27-én pedig Kellner Sándor Sopron város és az egész vármegye katonai biztosává tette meg. Ebben a tisztségben vett részt a megyében kitörő ellenforradalmak leverésében. Legtöbbször Bors László vádbiztossal dolgozott együtt, s közös munkájuk eredményeképpen számos "ellenforradalmi szervezkedésben részt vevő" embert ítéltek halálra, s végeztettek ki. Entzbruder szervezte meg a Vörös Hadsereg osztrák századát, s részt vett továbbá a műkincsek kommunizálásában is. 

Sopronban a Tanácsköztársaság alatt sztrájkot hirdettek a munkások. A város különösen fontos volt a Tanácsköztársaság számára, mivel rajta keresztül tudtak kapcsolatot tartani a szociáldemokraták által kormányzott Ausztriával. 1919. június 4-én este hatkor a városházán gyűltek össze a sztrájkolók és követelték a vezetők leváltását, új, hozzáértőbbek megválasztását. Javában tartottak a felszólalások, mikor Entzbruder vöröskatonáival berontott a terembe és letaszította a pulpituson beszélőt. Öklével verte a pulpitust és a legfenyegetőbb hangon mondta el: 

Van még számunkra föld, ahová elmegyünk és ahonnét, - ha élve nem, hát, mint zörgő csontú kísértetek, fehér lepedőkkel, lobogó sörényű halálparipákon, mint ördögi hadsereg tiprunk szét a fehér ellenforradalmakon és vértől lesz piros minden és ez lesz a kommunizmus igazi diadala!

### A bukás után
A kommün bukása után megpróbált társaival együtt a népbiztosoknak salvus conductust (menedékjogot) adó Ausztriába menekülni, ám ez nem sikerült. Savanyúkútnál – ott, ahol Szamuely Tibort is – a csendőrök elfogták. Entzbrudert, s két társát, Bors László újságírót, korábbi vádbiztost, és Salzberger Sándor gyógyszerészt, korábbi vöröskatonát Szombathelyre a huszárlaktanyába vitték. A laktanyából 1919. augusztus 22-én indultak Sopronba gyalogszerrel. Tücsökmajornál a feldbachi tiszti különítmény tagjai agyonlőtték mindhármukat, arra hivatkozva, hogy szökést kíséreltek meg. Egyes források szerint fehér tisztek Entzbruder kezeit vaspánttal hozzászorították egy asztallaphoz, majd kalapáccsal szétverték, ezután pedig egy előre megrendezett szökési kísérlet során agyonlőtték.

## Emlékezete
Sopronban utca, Sárváron (1991-ig) pedig iskola és utca viselte a nevét.
Több emléktábla is volt szülővárosában, egy szülőházán, amelyet azóta elbontottak, egy pedig a város határában, ahol 1919 nyarán landolt repülőjével.
Baranyi Ferenc Halálkastély című versciklusa a Tanácsköztársaság bukása után meggyilkolt „tizenkilenceseknek" állít emléket, s az egyik vers Entzbruder haláláról szól.
Ne lőj a zongoristára - 

elég, ha a kezét töröd.
Csak a kezét, hogy meg ne sántuljon!

Csak a kezét, hogy bukjon fel

a billentyűsoron!
Csak a kezét, hogy a Marseillaise,

a Rákóczi-induló, a Forradalmi etüd

életre ne keljen többé a kezétől,

de még az Appassionata, az Allegro barbaro sem!
Semmi, ami ripityává zenghetné

az eszmélet tétova előremozdulásának

nyúlós rettegésből kövesült, néma torlaszait!
Semmi,

amitől a lelkiismeret háborgóbb lehet,

maga a lélek pedig csöndesebb!